# Пентадекасульфид гептадекародия
Пентадекасульфид гептадекародия — бинарное неорганическое соединение
родия и серы
с формулой Rh17S15,
кристаллы.

## Получение
- Спекание стехиометрических количеств чистых веществ или гидротермальный синтез при 400°С [1]:

{\displaystyle {\mathsf {17Rh+15S\ {\xrightarrow {T}}\ Rh_{17}S_{15}}}}

## Физические свойства
Пентадекасульфид гептадекародия образует кристаллы
кубической сингонии,
пространственная группа P m3m,
параметры ячейки a = 0,99103 нм, Z = 2,
структура типа пентадекасульфида гептадекапалладия Pd17S15
.
Соединение переходит в сверхпроводящее состояние при температуре 2,2 К
.